# Krys (marque)
Pour les articles homonymes, voir Krys.
Krys est une enseigne coopérative française d'opticiens membres du groupement d’enseignes Krys Group.

## Historique
L’enseigne Krys voit le jour en 1967, un an après la création de l'association des Grands Lunetiers de France puis celle de la coopérative  Guilde des Lunetiers de France en abrégé GLF,.   
C'est la première enseigne à avoir présenté les montures en libre essayage en magasin dès 1971.  
En 2018, l'enseigne compte 879 magasins sur le territoire français et réalise un chiffre d'affaires de 774 millions d'euros en 2017.  
Depuis 2014, Krys est partenaire officiel du Tour de France. Le logo de l’enseigne est présent sur les dossards des coureurs cyclistes tout au long de la compétition. En 2015, l'enseigne devient parrain du maillot blanc qui récompense le meilleur coureur de moins de 25 ans au classement général,,,,,,
En 2016, l'opticien célèbre ses 50 ans avec un spot de publicité réalisé par Rudi Rosenberg,.
Le groupe revendique pour 2017 plus d'un milliard d'euros de chiffre d'affaires, toutes enseignes confondues, et 1393 points de vente.

## Activités

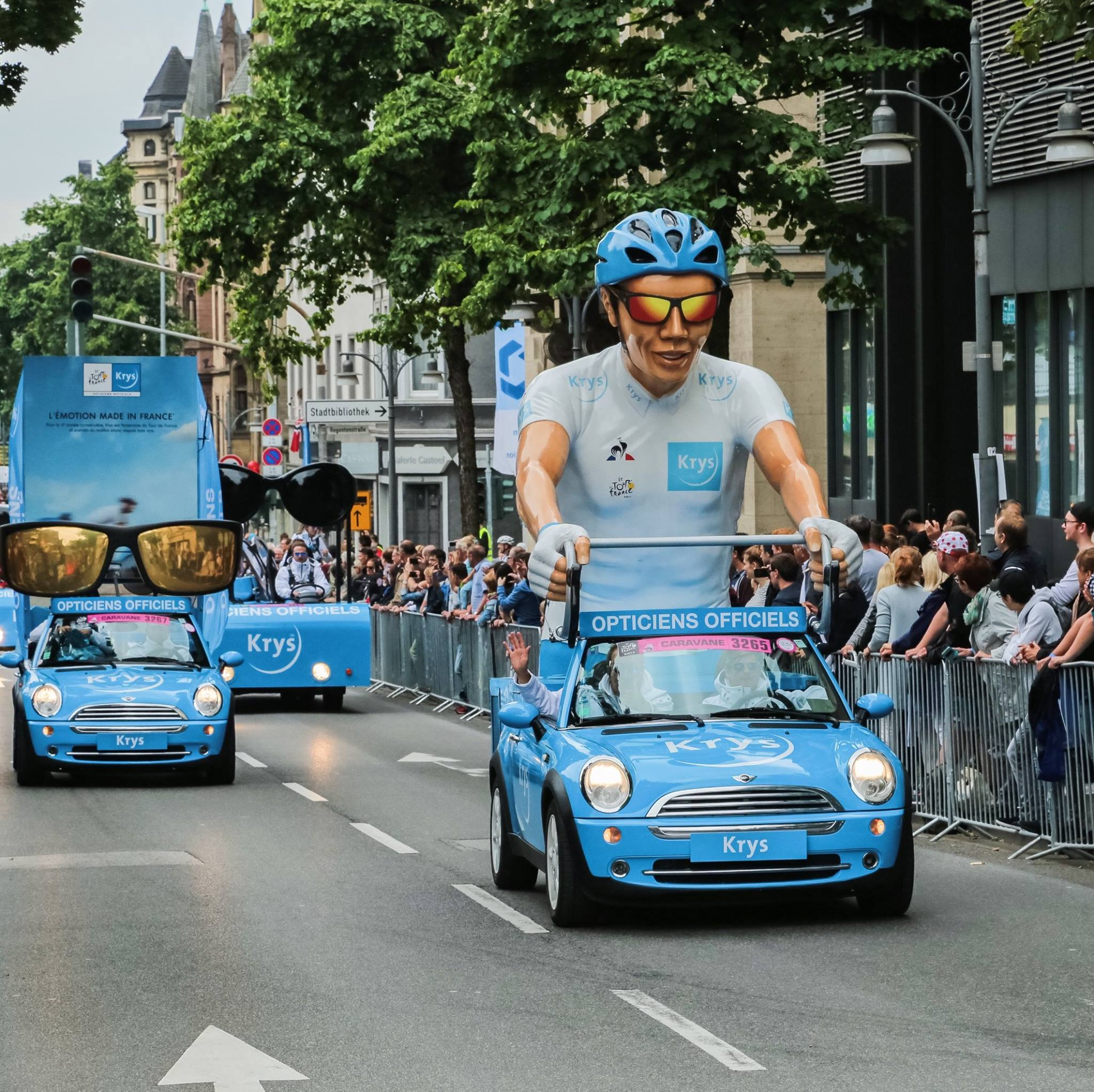
Véhicule publicitaire lors du Tour de France 2017

Krys est spécialisé dans la vente de lunettes de vue, de lunettes de soleil et de lentilles de contact. 
On compte en 2018, 100 points de vente Krys Audition.  

### Optique
Les verres fabriqués par Krys bénéficient du label Origine France Garantie,.
En plus de montures optiques et solaires issues de grandes marques (Dolce & Gabbana, Police, Ray Ban…) Krys propose 5 marques propres et 2 marques en exclusivité (Levi’s et le coq sportif).
L’enseigne propose également une sélection de lentilles de contact ainsi que des produits d’entretien.

## Identité

### Logos

Logo jusqu'en 2023.
Logo depuis 2023.